# Электродный проезд
Электро́дный прое́зд — проезд, расположенный в Восточном административном округе города Москвы на территории районов Измайлово, Перово и Соколиная Гора.

## История
Проезд получил своё название в 1948 году по расположению на территории Московского электродного завода.

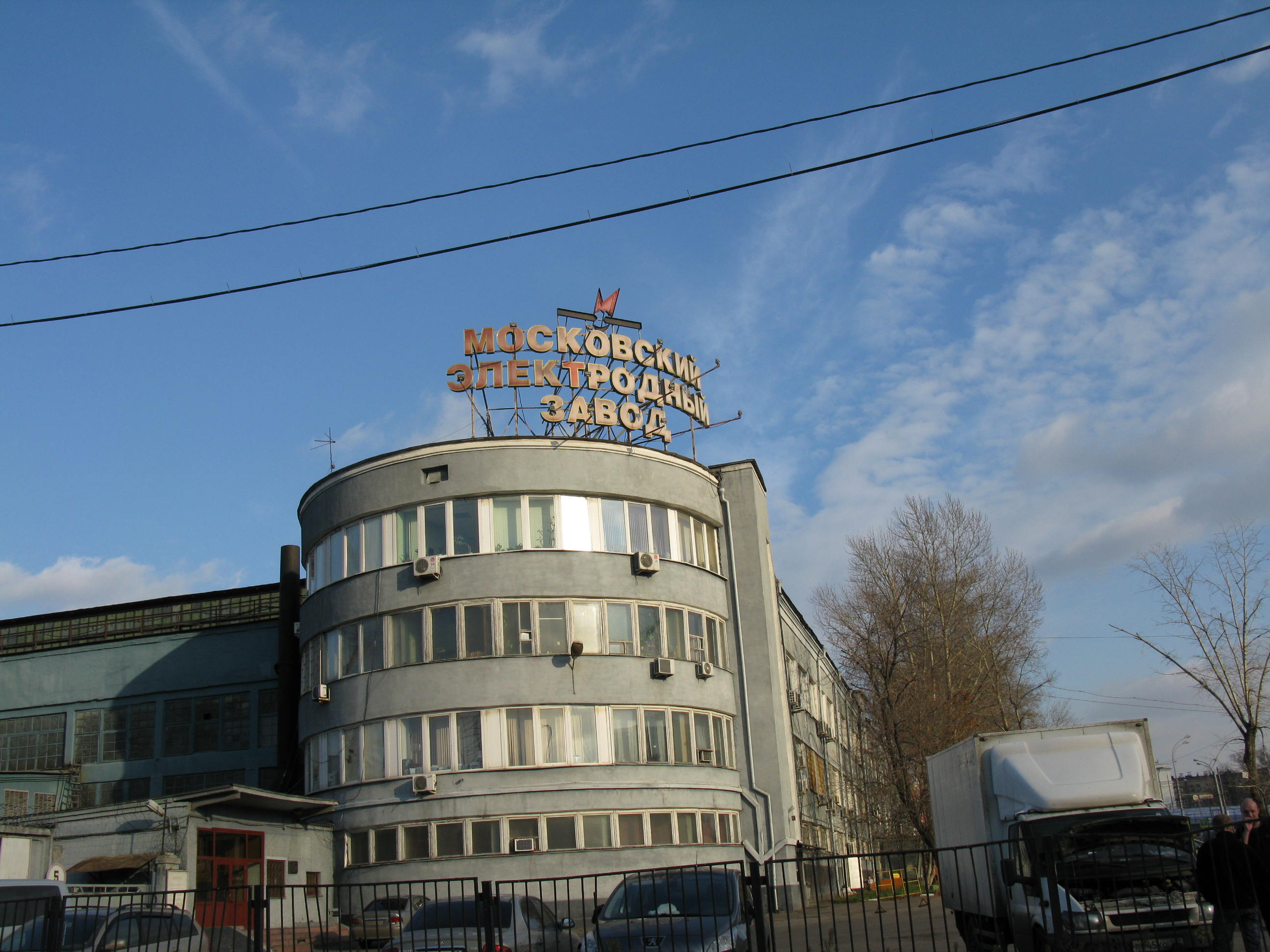
Корпус Московского электродного завода, давшего название проезду

## Расположение
Электродный проезд проходит от шоссе Энтузиастов на север, вблизи шоссе от проезда на северо-восток отходит аллея Пролетарского Входа, которая затем также проходит на север параллельно проезду, проезд проходит на север по западной границе Измайловского парка, с запада к нему примыкают новая и старая трассы 8-й улицы Соколиной Горы, с востока — Круглый пруд, проезд проходит далее до 1-й улицы Измайловского Зверинца, за которой продолжается как 2-я улица Измайловского Зверинца. Западнее проезда параллельно ему проходят пути Малого кольца Московской железной дороги, а за путями — Окружной проезд. Над южным участком проезда строится съезд с эстакады Четвёртого транспортного кольца. Нумерация домов начинается от шоссе Энтузиастов.

## Транспорт

### Наземный транспорт
По Электродному проезду не проходят маршруты наземного общественного транспорта. У южного конца проезда, на шоссе Энтузиастов, расположена остановка «Метро „Шоссе Энтузиастов“» автобусов 46, 83, 125, 141, 214, 254, 469, 659, 702, н4, т30, т53; трамваев 36, 37, 38, 43.

### Метро
У южного конца проезда расположены станция метро «Шоссе Энтузиастов» и одноимённая платформа МЦК, у северного — платформа МЦК «Соколиная Гора».

### Железнодорожный транспорт
У южного конца проезда расположена платформа МЦК «Шоссе Энтузиастов», у северного — платформа МЦК «Соколиная Гора».